# Rudolf Bödiker
Rudolf Bödiker (* 25. März 1887 in Berlin; † 1. September 1945 in Niederbreisig) war ein preußischer Landrat und Regierungsdirektor.

## Leben
Rudolf Bödiker war ein Sohn des ersten preußischen Präsidenten des Reichsversicherungsamtes Tonio Bödiker und dessen Ehefrau Johanna Bödiker, geb. Devens. Nach dem Besuch des Prinz-Heinrichs-Gymnasiums in Berlin und der abgelegten Reifeprüfung im Jahr 1905, absolvierte er bis 1908 ein Studium der Rechtswissenschaften in Berlin, Freiburg, Breslau und Bonn. Nach seiner Promotion in Breslau am 22. Juni 1909 wurde er am folgenden Tag zum Gerichtsreferendar ernannt. Nachdem er im Juli 1914 Regierungsassessor geworden war, nahm er im Anschluss bis 1918 am Ersten Weltkrieg teil. Ab dem 2. Januar 1919 war er als Hilfsarbeiter beim Landratsamt des Landkreises Eschwege tätig, wo er noch im gleichen Jahr zum kommissarischen Landrat ernannt wurde. Im Juli 1920 erhielt er zunächst die Ernennung zum kommissarischen Landrat des Kreises Sankt Goar, dem am 2. Dezember 1920 die definitive Ernennung folgte. Nach der Ausweisung durch die Alliierten Besatzungsbehörden im Januar 1923 wurde er im Februar 1923 als Regierungsrat bei der Regierung Stettin und ab 1925 bei der Regierung Potsdam beschäftigt. Im Juli 1927 wurde er ebenda, während er zwischenzeitlich beim Oberwaltungsgericht tätig war, zum Oberregierungsrat ernannt. Nach der Beförderung zum Regierungsdirektor im Oktober 1932 in Potsdam wurde er zum 1. November 1933 in den Ruhestand versetzt.

## Familie
Rudolf Bödiker heiratete am 26. September 1914 in Münster Ella Mathilda Emmi Knops (* 16. Oktober 1888 in Aachen; † 13. März 1971 in Remagen), Tochter des Aachener Tuchfabrikanten Hugo Knops und dessen Ehefrau Clemence Antoinette Knops, geb. Talbot. Sein älterer Bruder Otto Bödiker war ebenfalls preußischer Landrat.

## Schriften
- Die Weiterführung der Kanalisierung des Mains von Frankfurt a. M. bzw. Offenbach bis Hanau…, Denkschrift im Auftrage des Stadtraths und der Handelskammer zu Hanau verfasst, Hanau: Lechleder & Stroh, 1892. OCLC 634655166
- Über das Aussonderungsrecht bei den mit Aktiengesellschaften verbunden, wirtschaftlich aber nicht juristisch selbständigen Unterstützungskassen im Konkurse der Gesellschaft, Inaugural-Dissertation, Verlag: Borna-Leipzig : Buchdruckerei R. Noske, 1909. OCLC 458593480
- Dr. Tonio Bödiker: der erste Präsident des Reichsversicherungsamts; zum 5. Juni 1943. OCLC 833614549